# Brazi
Brazi es una comuna ubicada en el distrito de Prahova, Rumania.

## Superficie
Posee una superficie de 45,47 kilómetros cuadrados.

## Demografía
Hasta 2021 la población era de 7811 habitantes, con una densidad de población de 171,8 habitantes por kilómetro cuadrado.